# توما کوتور

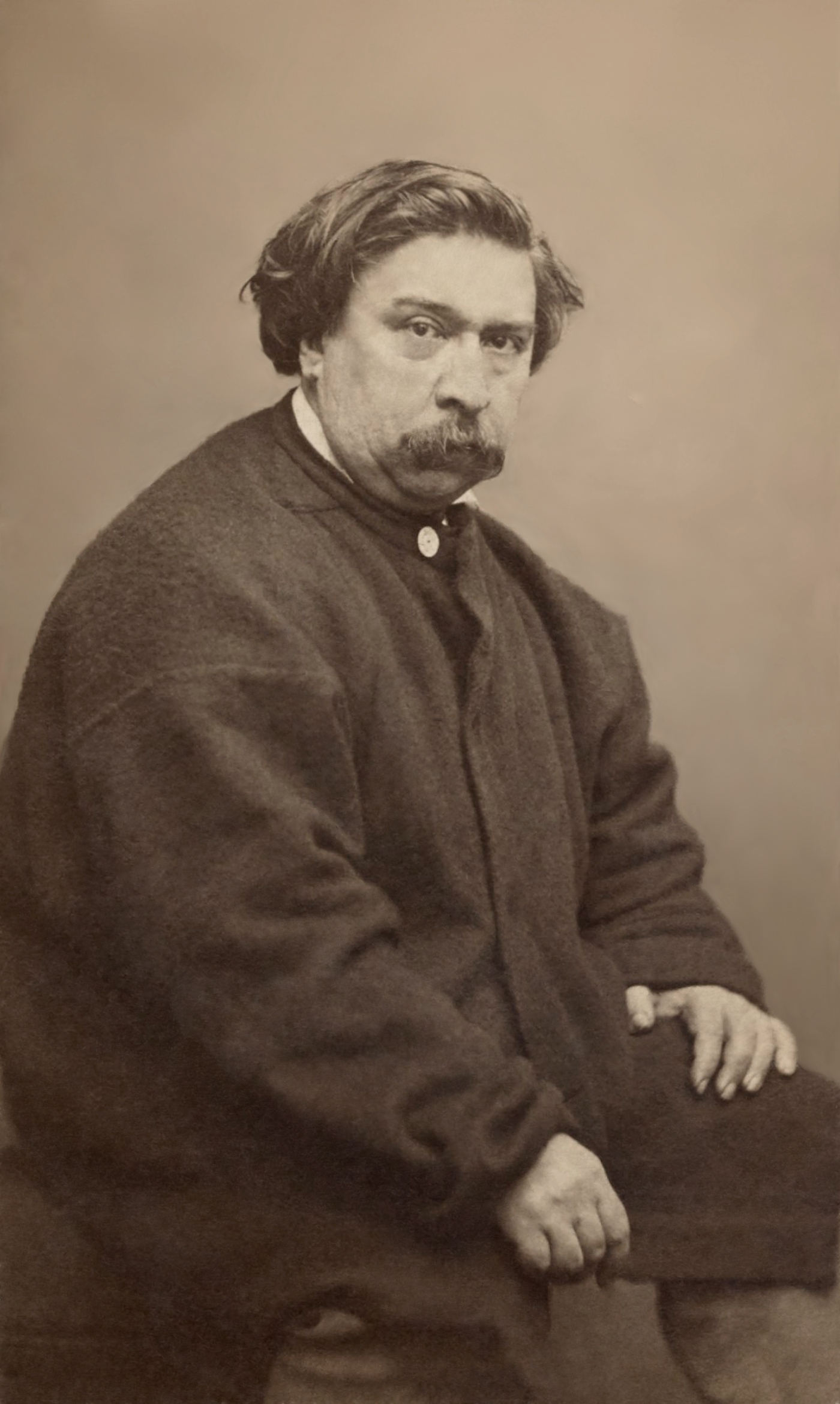
پرتره عکاسی شده، توسط اتین کرجا، حدود ۱۸۶۰

توما کوتور (به فرانسوی: Thomas Couture) (۲۱ دسامبر ۱۸۱۵–۳۰ مارس ۱۸۷۹) نقاش تاریخ و معلم فرانسوی بود. او شخصیت‌های تابناک دنیای هنر را همچون ادوار مانه، هنری فانتین لاتور، جان لا فارج، پیر پووی دو شاوان، کارل یاووره و ژوزف-نوئل سیلوستر آموزش داد.

## زندگی‌نامه
جوانی و تحصیل

کوتور در سانلیس، اویس، فرانسه متولد شد. هنگامی که ۱۱ ساله بود، به پاریس نقل مکان کرد و در آن جا در مدرسه هنرهای صنعتی (Arts et Métiers ParisTech) و بعداً در اکول ده بوزار (مدرسه هنرهای زیبا) تحصیل کرد.

## هنر و شغل معلمی
او شش بار در رقابت‌های معتبر جایزه بزرگ رم شکست خورد، اما احساس کرد که مشکل با اکول است، نه خودش. سرانجام در سال ۱۸۳۷ این جایزه را بدست آورد.
تکنیک نوآورانه کوتور توجه زیادی را به خود جلب کرد و در اواخر دهه ۱۸۴۰ تا ۱۸۵۰ ماموریت‌های دولت و کلیسا را برای نقاشی دیواری دریافت کرد. او هیچ وقت دو مأموریت اول را به اتمام نرساند و سومی با انتقادات مختصر روبرو شد. در سال ۱۸۶۰، به خاطر استقبال نامطلوب از نقاشی‌های دیواری اش، پاریس را ترک نمود و برای مدتی به زادگاهش سانلیس بازگشت و در آن جا همچنان به هنرجویان جوانی که به او مراجعه می‌کردند، آموزش داد.

## مرگ
در سال ۱۸۷۹ در ویر لو بل، ول-دوآز درگذشت و در گورستان پرلاشز، پاریس به خاک سپرده شد.

## نقاشی‌های منتخب

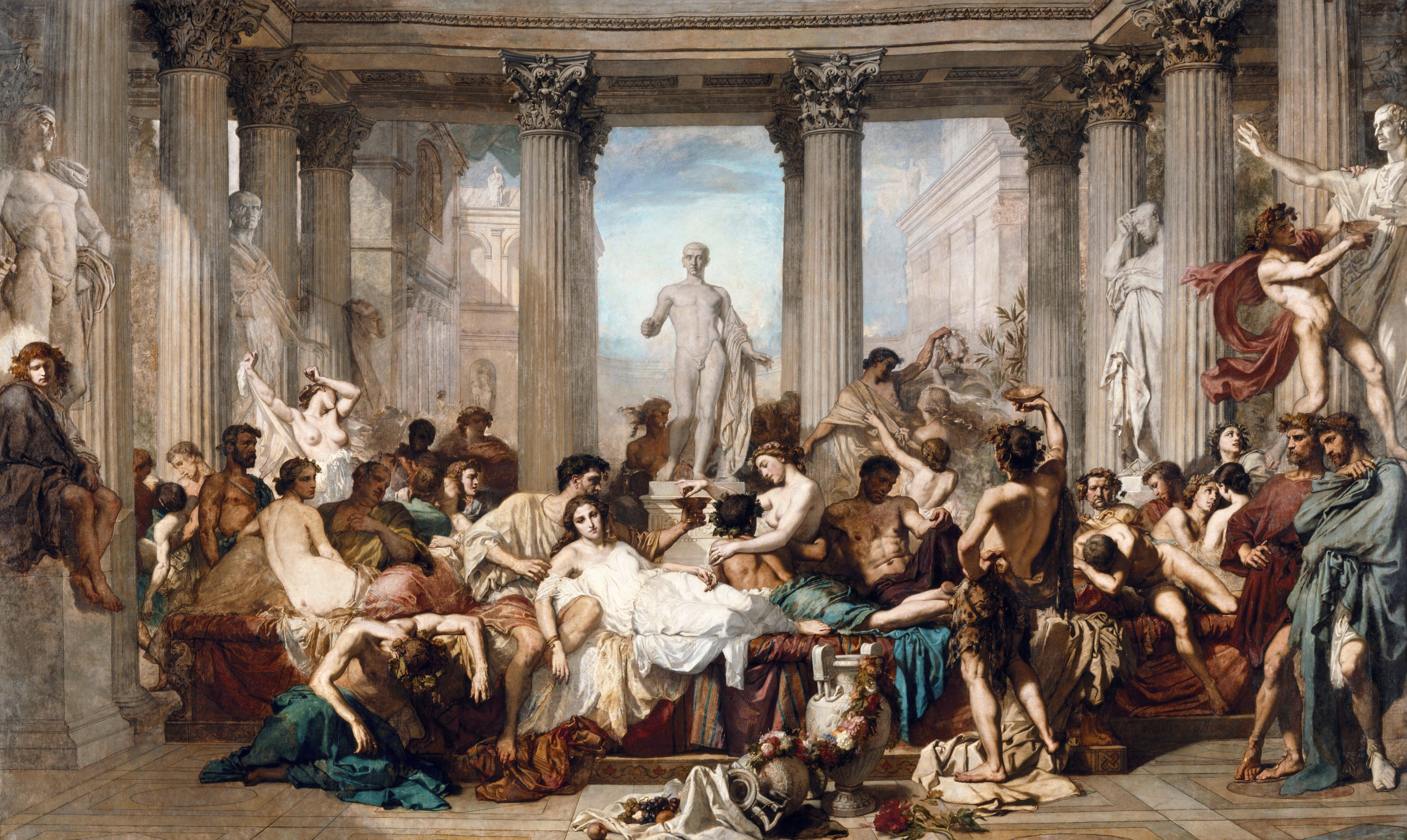
رومیان در انحطاط شان (۱۸۴۷)
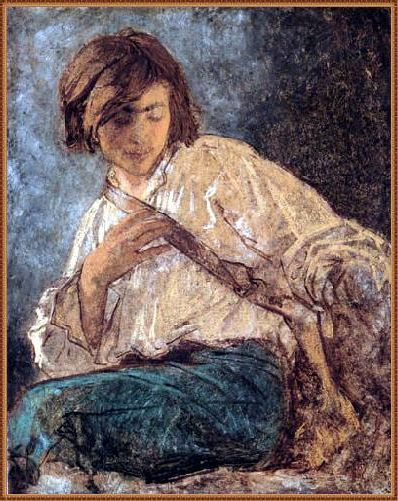
آنزلم فویرباخ (۱۸۵۲)
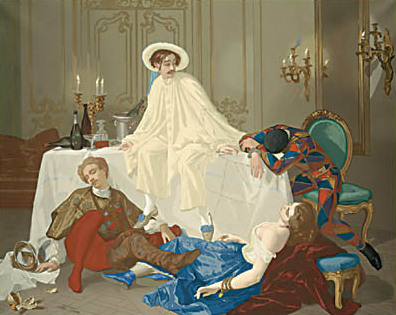
عشای ربانی بعد از بال ماسکه (۱۸۵۷)
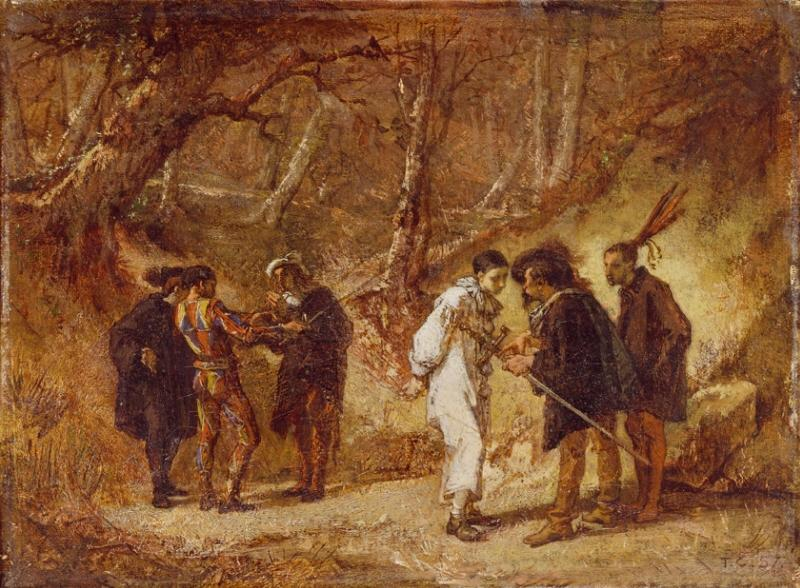
دوئل بعد از بال ماسکه (۱۸۵۷)
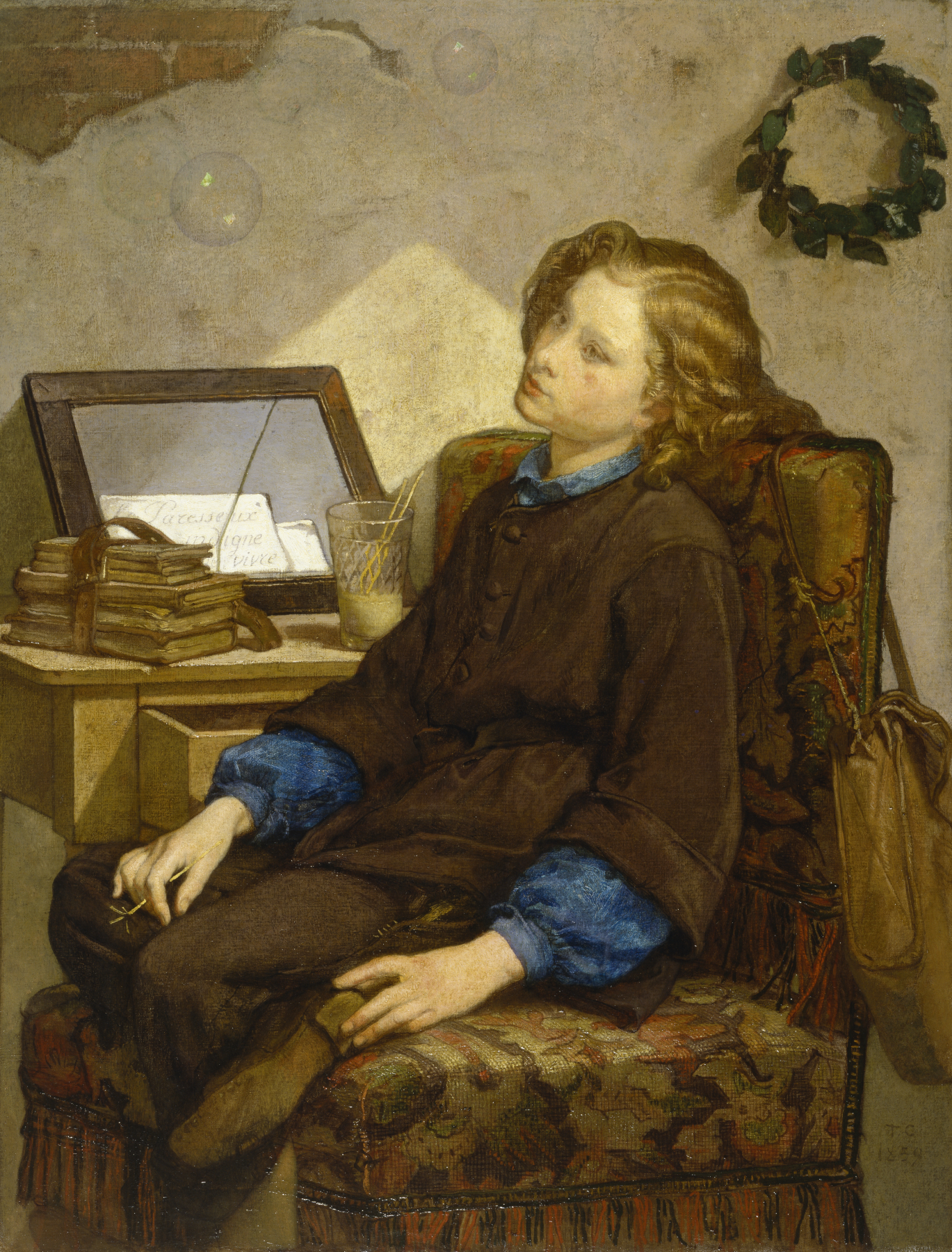
رویاهای روزانه (۱۸۵۹).
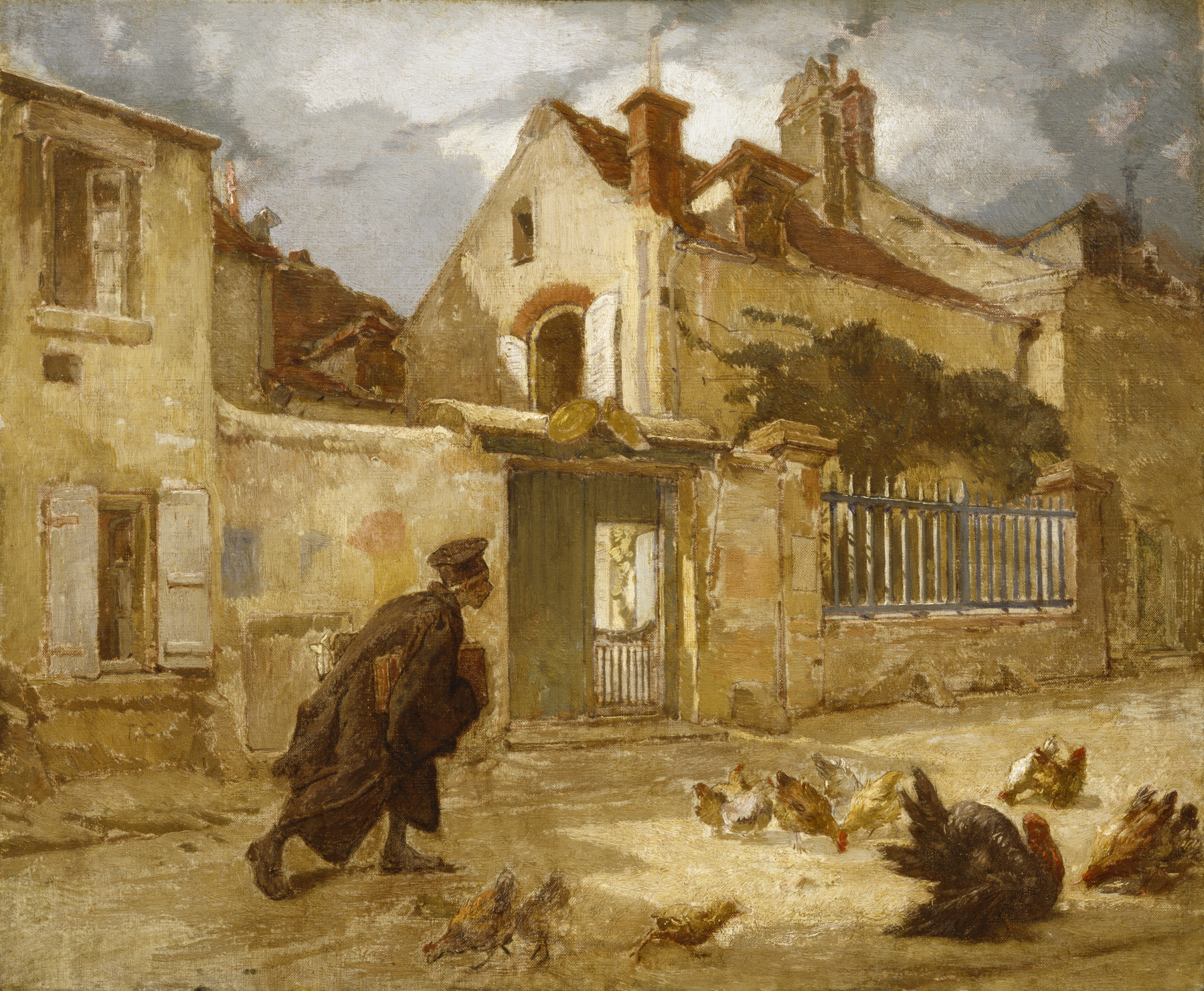
یک وکیل در حال رفتن به دادگاه (دهه ۱۸۶۰)

## بیشتر خواندن
- O'Neill, J., ed. (2000). "Index". Romanticism and The School of Nature: Nineteenth-century drawings and paintings from the Karen B. Cohen collection. New York: The Metropolitan Museum of Art.